# Guéckédou
Guéckédou    este un oraș  în  partea de sud-vest a Guineei,  în regiunea  Nzérékoré. Este reședința prefecturii omonime.